# 松久功
松久 功（まつひさ こう、Ko Matsuhisa、1982年2月12日 - ）は、日本の空手家。株式会社APEX（エーペックス）代表。岐阜県岐阜市出身。
公益財団法人全日本空手道連盟公認五段、全日本空手道連盟和道会公認五段。身長181cm、体重75kg。血液型はA型。
日本空手界の若き帝王、蹴り技のファンタジスタとも形容され、世界空手道連盟におけるサソリ蹴り（Scorpion Kick）の創始者でもある。

## 略歴・人物
岐阜市立西中学校、岐阜県立岐南工業高等学校、近畿大学商経学部卒業。
2004年度(平成16年度)から2012年度(平成24年度)まで全日本空手道連盟全日本強化選手（ナショナルチームメンバー）。
2015年度(平成27年度)から全日本空手道連盟全日本強化委員会委員（ナショナルチームコーチ）。
全日本空手道選手権大会優勝4回、全日本実業団空手道選手権大会優勝4回、国民体育大会優勝3回、世界空手道選手権大会出場5回、3位入賞3回、アジア空手道選手権大会優勝2回など国内外の大会で優秀な成績を収めた。
2012年12月9日、第40回全日本空手道選手権大会優勝をもって現役を引退。
現在は、流派・会派を問わず、競技で強くなりたい、試合で勝ちたい、そして何より空手道が大好き、と思う人たちのための空手道場「てっぺん塾」を運営している。
2019年9月16日フジテレビ「空手プレミアリーグ東京2019」の解説を務め、2020年東京オリンピックの新種目「空手」の魅力もわかりやすく解説した。
2020年4月12日NHK BS1「KARATE 世界に勝つ！密着　日本の戦い800日」の解説を務めた。
2022年1月4日関西テレビ「よーいドン」に出演。空手の選手権大会で2位が続いた時、1位との差は何だと考え、感謝ではないかと思い「ありがとう」と毎日言う生活を一年続けた年に優勝したエピソードを披露。優勝した年は何度も怪我をし満身創痍での決勝戦だった。感謝の力は凄いんだなと感じたと語った。
2023年8月5日-7日、Tokyo 2020（東京五輪）空手競技のテレビ中継（NHK BS1など）の組手の解説を務めた。

## 主な成績
- 1999年
  - 第54回国民体育大会空手道競技 少年男子個人組手優勝[10]
- 2001年
  - 第45回全日本学生空手道選手権大会 男子組手優勝
- 2002年
  - 第46回全日本学生空手道選手権大会 男子組手優勝[11]
- 2004年
  - 第59回国民体育大会空手道競技 成年男子個人組手重量級優勝[12]
  - 第17回世界空手道選手権大会 男子個人組手-75kg級5位[13]
- 2005年
  - 第7回アジアシニア空手道選手権大会 男子個人組手-75kg級優勝[14]
  - 第24回全日本実業団空手道選手権大会 男子個人組手優勝[15]
- 2006年
  - 第61回国民体育大会空手道競技 成年男子個人組手重量級優勝[16]
  - 第18回世界空手道選手権大会 男子個人組手-75kg級3位[17]
  - 第25回全日本実業団空手道選手権大会 男子個人組手優勝[18]
  - 第15回アジア競技大会空手道競技 男子個人組手-75kg級準優勝[19]
- 2007年
  - 第26回全日本実業団空手道選手権大会 男子個人組手優勝[20]
  - 第35回全日本空手道選手権大会 男子個人組手優勝[21]
- 2008年
  - 第19回世界空手道選手権大会 男子個人組手-75kg級3位[22]
  - 第27回全日本実業団空手道選手権大会 男子個人組手優勝[23]
  - 第36回全日本空手道選手権大会 男子個人組手優勝[24]
- 2009年
  - 第8回ワールドゲームズ空手道競技 男子個人組手-75kg級3位[25]
  - 第9回アジアシニア空手道選手権大会 男子個人組手-75kg級準優勝[26]
- 2010年
  - 第1回スポーツアコードワールドコンバットゲームズ空手 男子個人組手-75kg級3位
  - 第38回全日本空手道選手権大会 男子個人組手優勝[27]
- 2012年
  - 第2回東アジアシニア空手道選手権大会 男子個人組手-75kg級優勝[28]
  - 第11回アジアシニア空手道選手権大会 男子個人組手-75kg級優勝[29]
  - 第21回世界空手道選手権大会 男子個人組手-75kg級3位[30]
  - 第40回全日本空手道選手権大会 男子個人組手優勝[31]

## DVD
- サソリ蹴りテクニックセミナー（株式会社チャンプ・DCMP-4111）
- 松久功のベスト空手 -最速のステップワークと技への運用-（株式会社チャンプ・DCMP-254）
- これで君も自在に蹴れる！松久功の開脚ストレッチ -ウォーミングアップとクールダウン-（株式会社チャンプ・DCMP-6701）
- 松久功のチャンピオンセミナー -あと少し、もう少しが実現する！全ての可能性が叶う心技体の作り方- （株式会社チャンプ・DCMP-4112）

## 学術論文
- 東京 2020 オリンピック空手競技運営スタッフ・関係者の報告(第2報): テレビ放送解説者の立場から. 谷木 龍男・清水 由佳・松久 功・末次 美樹, 空手道研究, 20, 9-17, 2022.